# Noor (soufisme)
 (novembre 2024).
Si vous disposez d'ouvrages ou d'articles de référence ou si vous connaissez des sites web de qualité traitant du thème abordé ici, merci de compléter l'article en donnant les références utiles à sa vérifiabilité et en les liant à la section « Notes et références ».
Noor représente la Lumière de Dieu dans le soufisme.
En Islam, c'est une espèce de lumière qui apparait généralement entre les sourcils.
Cela représente que la personne une personne dans la religion, dans le respect.

## Étymologie
Le mot lui-même signifie lumière en arabe et en persan.